# كارل فون مول
كارل فون مول (بالألمانية: Karl von Moll)‏ هو عالم حشرات نمساوي، ولد في 21 ديسمبر 1760 في Thalgau ‏ في النمسا، وتوفي في 1 فبراير 1838 في آوغسبورغ في ألمانيا.